# Wechselseitig dreistreifige Straße

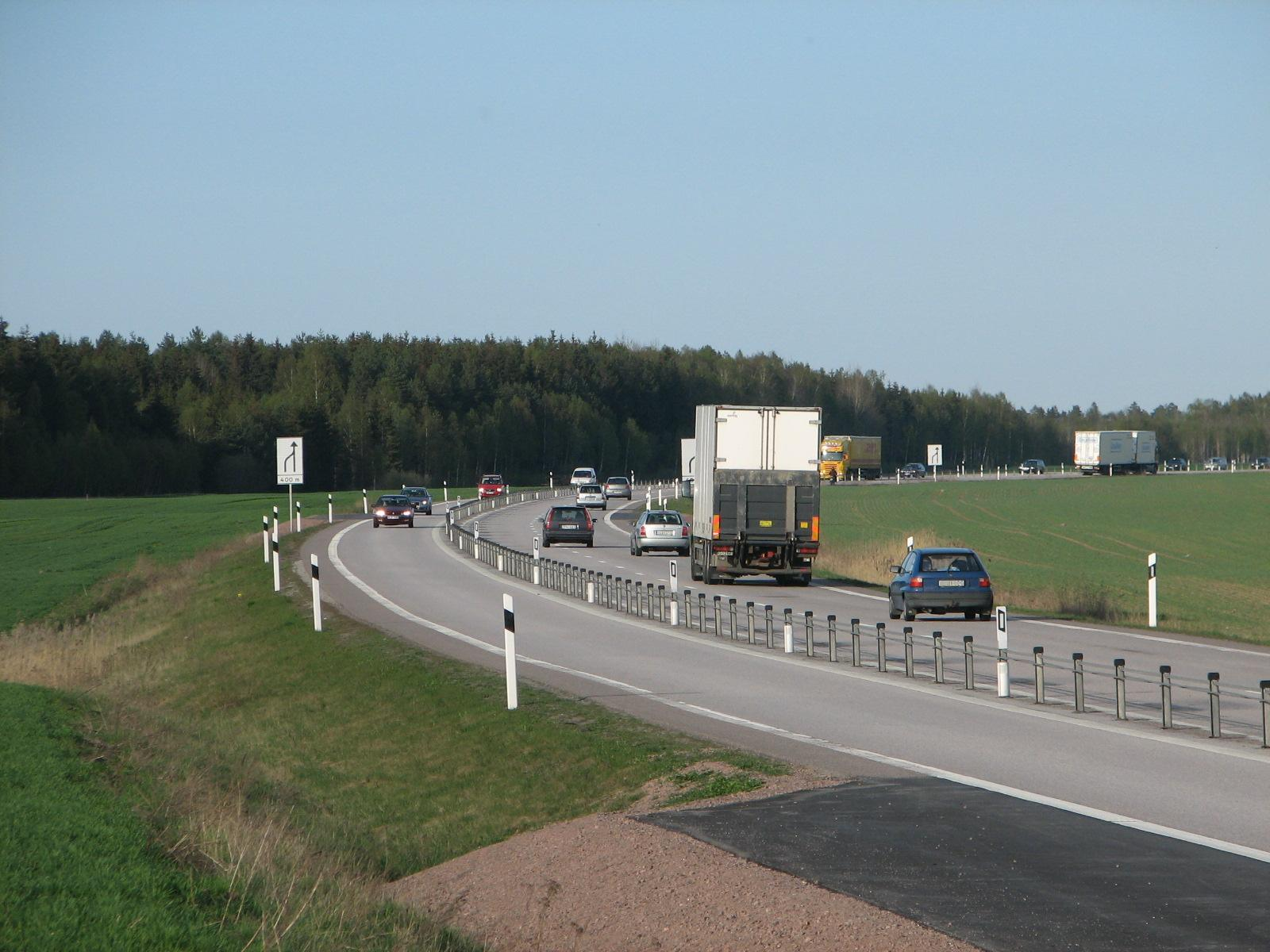
Wechselseitig dreistreifige Straße E 20 westlich von Skara (Schweden) nach dem Ausbau 2006/2007

Eine wechselseitig dreistreifige Straße bzw. eine Straße im 2+1-System ist eine Straße, die wechselseitig in eine bzw. zwei Fahrstreifen unterteilt ist. Entstanden sind sie primär aus Straßen, die – so in Frankreich – vorher dreistreifig waren, wobei der Mittelfahrstreifen für beide Fahrtrichtungen der Überholstreifen war oder – wie in Schweden – durch den Ausbau vorher zweistreifiger Straßen.

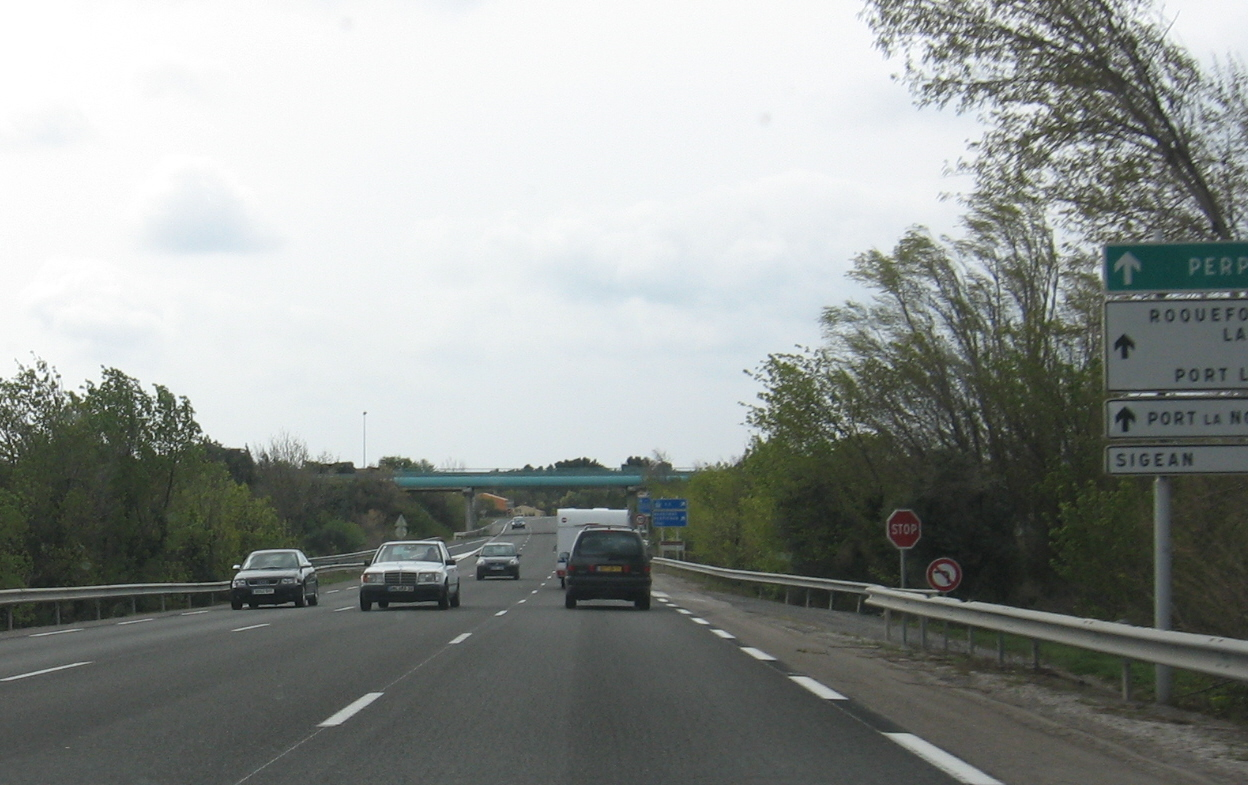
Dreistreifige Straße Rue du Ponant in Sigean (Frankreich) in 2008

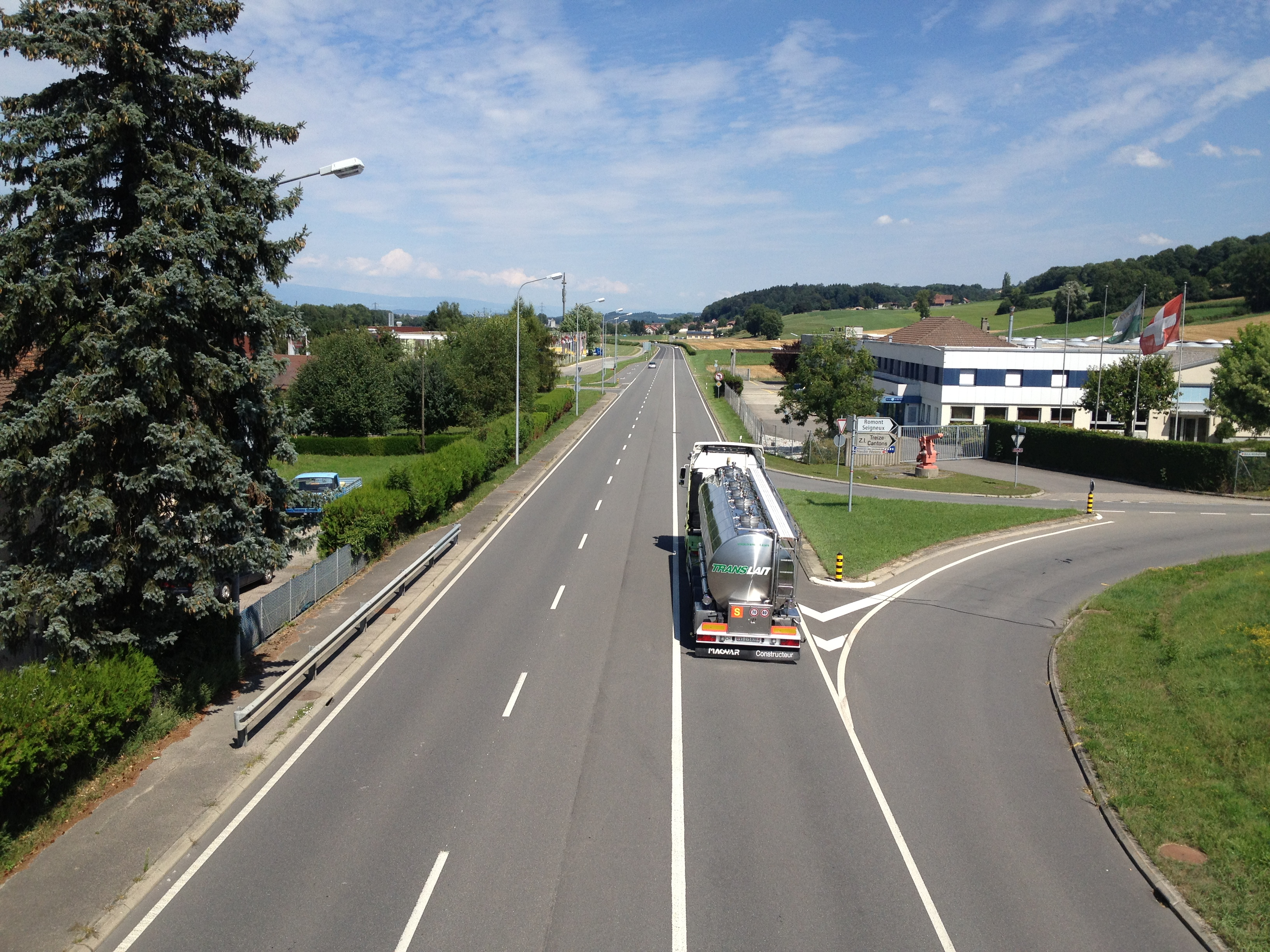
Hauptstrasse 1 zwischen Moudon und Payerne (Schweiz)

In den 1960er-Jahren wurden in Frankreich viele dreistreifige Straßen neugebaut oder zweistreifige ausgebaut. Da der Mittelstreifen als Überholstreifen für beide Fahrtrichtungen ausgelegt war, waren viele Frontalkollisionen die Folge. Daher wurden solche Straßen beginnend in den 1990er-Jahren in wechselseitig dreistreifige Straßen umgebaut.
In der Schweiz wären dreistreifige Straßen nach französischem Vorbild theoretisch möglich gewesen und waren dort noch 1998 eine Prüfungsfrage bei der theoretischen Fahrprüfung. Dennoch wurden dort fast ausschließlich wechselseitig dreistreifige Straßen gebaut, so die Hauptstrasse 1 zwischen Lausanne und Payerne bereits in den 1970er-Jahren.
In Schweden entstanden die meisten als 2+1-väg bezeichneten Strecken zwischen 1990 und 2000 durch Ausbauten von ehemals breiten zweistreifigen Straßen. Erste Strecke war, zunächst für ein Jahr testweise, der gut 30 Kilometer lange Abschnitt Gävle – Axmartavlan auf der E 4. Nach den dortigen positiven Erfahrungen wurden seither insgesamt über 1000 Kilometer wechselseitig dreistreifige Straßen mit baulicher Trennung zumeist aus Spannstahlseilen errichtet.
In Neuseeland sind solche Straßen als passing lanes bekannt und landesweit anzutreffen.
In Deutschland werden solche Straßen als autobahnähnliche Straße im „2+1-System“ bezeichnet. Sofern es sich um Fernstraßen, also um Landstraßen der höchsten Kategorie handelt, sind die wechselseitigen Überholabschnitte unmittelbar aufeinander folgend entlang der gesamten Strecke anzulegen (sofern keine gravierenden Gründe wie die Topographie dagegen sprechen) und solche Straßen haben planfreie Anschlüsse und Knoten. Handelt es sich um Überregionalstraßen (Entwurfsklasse 2), sollen das 2+1-System mindestens ein Fünftel der Strecke umfassen und Kreuzungen durch den Bau plangleicher Einmündungen je Fahrtrichtung vermieden werden. Die Sechste Änderung des Fernstraßenausbaugesetzes vom Dezember 2016 enthielt erstmals Neubauabschnitte im 2+1-System, insgesamt wurden mehr als hundert Projekte dieser Art aufgelistet.